# Комитансильо
Комитансильо (исп. Comitancillo) — город и муниципалитет департамента Сан-Маркос Гватемалы.
Расположен на высоте 2280 м в районе горного хребта Сьерра-Мадре-де-Чьяпас на юго-западе страны в 27 км севернее административного центра департамента города Сан-Маркоса  и около 40 км западнее реки Сучьяте, разделяющей Гватемалу и штат Чьяпас Мексики.

## Население
В 2021 году общее население города и муниципалитета составляло 80 612 человек, в том числе города — около 15000 жителей. Площадь — 113 кв. км.

## История
Город был основан испанскими завоевателями между 1633 и 1648 годами. На его территории находится археологический памятник, относящийся к культуре Мам.
На территории муниципалитета распространён мамский язык.
Город находится в опасной сейсмической зоне. Такое местоположение приводит к тому, что землетрясения с магнитудой более 4 по шкале Рихтера происходят довольно часто. Каждые несколько лет здесь наблюдаются толчки выше 7.